# Karl Ludwig
Karl Ludwig, född den  18 januari 1839 i Römhild, död den 19 september 1901 i Berlin, var en tysk målare.
Ludwig, som var elev till Piloty, blev 1877 professor i landskapsmålning i Stuttgart och var från 1880 bosatt i Berlin. Han är bekant företrädesvis genom sina storartade, med poetisk uppfattning målade högfjällslandskap. Ludwig är representerad bland annat i Berlins nationalgalleri och i Schackgalleriet i München.